# Everglades (Florida)
Everglades és una població dels Estats Units a l'estat de Florida. Segons el cens del 2000 tenia 479 habitants.

## Demografia
Segons el cens del 2000, Everglades tenia 479 habitants, 230 habitatges, i 154 famílies. La densitat de població era de 198,9 habitants/km².
Dels 230 habitatges en un 13,9% hi vivien nens de menys de 18 anys, en un 60% hi vivien parelles casades, en un 3% dones solteres, i en un 33% no eren unitats familiars. En el 27% dels habitatges hi vivien persones soles el 9,1% de les quals corresponia a persones de 65 anys o més que vivien soles. El nombre mitjà de persones vivint en cada habitatge era de 2,08 i el nombre mitjà de persones que vivien en cada família era de 2,5.
Per edats la població es repartia de la següent manera: un 11,9% tenia menys de 18 anys, un 4,2% entre 18 i 24, un 19% entre 25 i 44, un 30,5% de 45 a 60 i un 34,4% 65 anys o més.
L'edat mediana era de 25 anys. Per cada 100 dones de 18 o més anys hi havia 111 homes.
La renda mediana per habitatge era de 36.667 $ i la renda mediana per família de 38.929 $. Els homes tenien una renda mediana de 32.083 $ mentre que les dones 22.222 $. La renda per capita de la població era de 20.535 $. Entorn del 6,1% de les famílies i el 6% de la població estaven per davall del llindar de pobresa.

## Poblacions més properes
El següent diagrama mostra les poblacions més properes.